# 下山口駅
下山口駅（しもやまぐちえき）は、埼玉県所沢市山口に所在する西武鉄道狭山線の駅である。駅番号はSI40。

## 歴史
西武鉄道の前身事業者である武蔵野鉄道が、1929年（昭和4年）5月の同社山口線（後の西武狭山線）の開業に際して、西所沢起点1.8 kmの地点に開設した山口線の中間駅である。開業当初の当駅は線路北側に1面のみホームを有する1面1線構造で、列車交換は不可能な停留所であった。
山口線は開業当時における都心部から日帰り可能で手軽な観光地の一つであった狭山自然公園への観光輸送を主目的として開業したことから、太平洋戦争激化に伴って不要不急路線に指定され1944年（昭和19年）2月に運行休止となり、当駅も営業を休止した。終戦後の1951年（昭和26年）10月に山口線（西武鉄道の路線としては初代）は「狭山線」と名称変更の上で運行を再開したが、当駅および上山口駅の中間駅については営業休止状態のままとされ、その後両駅は1954年（昭和29年）10月10日付で営業廃止となった。
1970年代以降の狭山線沿線の宅地開発進捗に伴う沿線人口増加を受け、当駅は1976年（昭和51年）6月に再開業した。当初は開業当時と同様に1面1線構造の停留所として営業されたが、1978年（昭和53年）に狭山線の終点である狭山湖駅（現：西武球場前駅）付近に西武球場（現：西武ドーム）が開場、翌1979年（昭和54年）よりプロ野球・西武ライオンズ（現：埼玉西武ライオンズ）の主催公式試合が同所にて開催されたことに伴い、観客輸送の円滑化を目的とした狭山線列車増発のため駅ホームを列車交換可能な1面2線の島式構造とする改良工事を実施、1981年（昭和56年）3月に完成した。改良工事に際しては駅ホームを線路南側に新たに建設し、旧ホームは廃棄されたが、一部は現用ホームへの連絡通路として転用され現存する。

### 年表
- 1929年（昭和4年）5月1日：武蔵野鉄道山口線の中間駅として開業。
- 1944年（昭和19年）2月28日：山口線が不要不急線に指定され、営業休止。
- 1945年（昭和20年）9月22日：武蔵野鉄道が（旧）西武鉄道を吸収合併し、（現）西武鉄道成立[注釈 1]。西武鉄道山口線（初代）の駅となる。
- 1951年（昭和26年）10月7日：山口線（初代）が営業再開、および同日付で「狭山線」と路線名称変更。西武狭山線の駅となる。
- 1954年（昭和29年）10月10日：営業休止状態のまま営業廃止。
- 1976年（昭和51年）6月4日：営業再開[5]。
- 1981年（昭和56年）3月6日：駅改良工事完成、列車交換設備新設に伴い停車場に変更[6]。
- 2007年（平成19年）2月24日：駅ホームにエレベーター新設[7]。
- 2022年（令和4年）7月22日：発車メロディ「若き獅子たち」を導入[8]。
- 2025年（令和7年）4月1日：駅係員によるインターホンでご案内する遠隔対応駅へ変更するとともに、窓口での切符等の販売を終了[9]。

## 駅構造
島式ホーム1面2線を有する地上駅である。駅舎はホームの西武球場前寄り・線路の北側に設置され、2か所設置された跨線橋を経由してホームに至る形態である。西武球場前寄りホーム端部に設置された跨線橋は階段式であるが、ホーム中程に設置された跨線橋はエレベーター専用である。
トイレは駅舎の改札内に設けられ、ユニバーサルデザインの一環として多機能トイレが併設されている。

### のりば
| ホーム | 路線   | 方向 | 行先                                 | 備考 |
| ------ | ------ | ---- | ------------------------------------ | ---- |
| 1      | 狭山線 | 下り | 西武球場前ゆき                       |      |
| 2      | 狭山線 | 上り | 西所沢・所沢・池袋・新木場・横浜方面 |      |

（出典：西武鉄道:駅構内図）

## 利用状況
2024年（令和6年）度の1日平均乗降人員は7,266人であり、西武鉄道全92駅中74位。
近年の1日平均乗降人員および乗車人員の推移は下記の通り。
| 年度               | 1日平均 乗降人員 | 1日平均 乗車人員 | 出典     |
| ------------------ | ---------------- | ---------------- | -------- |
| 1990年（平成02年） | 9,914            | 4,947            |          |
| 1991年（平成03年） | 10,273           | 5,133            |          |
| 1992年（平成04年） | 10,318           | 5,159            |          |
| 1993年（平成05年） | 10,544           | 5,262            |          |
| 1994年（平成06年） | 10,720           | 5,354            |          |
| 1995年（平成07年） | 10,789           | 5,369            |          |
| 1996年（平成08年） | 10,618           | 5,264            |          |
| 1997年（平成09年） | 10,293           | 5,107            |          |
| 1998年（平成10年） | 10,145           | 5,040            |          |
| 1999年（平成11年） | 10,010           | 4,962            | [ * 1 ]  |
| 2000年（平成12年） | 9,803            | 4,880            | [ * 2 ]  |
| 2001年（平成13年） | 9,643            | 4,814            | [ * 3 ]  |
| 2002年（平成14年） | 9,495            | 4,735            | [ * 4 ]  |
| 2003年（平成15年） | 9,256            | 4,755            | [ * 5 ]  |
| 2004年（平成16年） | 9,446            | 4,710            | [ * 6 ]  |
| 2005年（平成17年） | 9,318            | 4,650            | [ * 7 ]  |
| 2006年（平成18年） | 9,347            | 4,677            | [ * 8 ]  |
| 2007年（平成19年） | 9,266            | 4,671            | [ * 9 ]  |
| 2008年（平成20年） | 9,097            | 4,593            | [ * 10 ] |
| 2009年（平成21年） | 8,902            | 4,492            | [ * 11 ] |
| 2010年（平成22年） | 8,668            | 4,389            | [ * 12 ] |
| 2011年（平成23年） | 8,632            | 4,306            | [ * 13 ] |
| 2012年（平成24年） | 8,517            | 4,276            | [ * 14 ] |
| 2013年（平成25年） | 8,423            | 4,260            | [ * 15 ] |
| 2014年（平成26年） | 8,203            | 4,147            | [ * 16 ] |
| 2015年（平成27年） | 8,378            | 4,235            | [ * 17 ] |
| 2016年（平成28年） | 8,289            | 4,197            | [ * 18 ] |
| 2017年（平成29年） | 8,300            | 4,200            | [ * 19 ] |
| 2018年（平成30年） | 8,202            | 4,154            | [ * 20 ] |
| 2019年（令和元年） | 8,012            | 4,048            | [ * 21 ] |
| 2020年（令和02年） | 5,947            | 2,997            | [ * 22 ] |
| 2021年（令和03年） | 6,454            |                  |          |
| 2022年（令和04年） | 6,971            |                  |          |
| 2023年（令和05年） | 7,174            |                  |          |
| 2024年（令和06年） | 7,266            |                  |          |

## 駅周辺
当駅付近は主に住宅地であり、当駅の北西には椿峰ニュータウンが広がるほか、柳屋(中華料理屋)などの飲食店、所沢市立山口中学校・所沢市立図書館（椿峰分館）などの教育施設、椿峰中央公園などの公園、ベルク山口店など商業施設も点在する。また当駅南方の荒幡地区には明治年間に築かれた人造山「荒幡富士」が存在し、当駅西方には平安時代末期から安土桃山時代にかけて当地を支配した豪族である山口氏の居城であった山口城の城郭跡が残る。また駅北側に隣接して日本ホーリネス教団下山口キリスト教会があり、白い十字架のある建物が良く見える。
なお、当駅の所在地は前述の通り所沢市山口であり、所沢市内には「上山口」と称する地名は存在するが、「下山口」と称する行政地名は存在しない。

### バス路線
下山口駅入口
- 市内循環バス「ところバス」
  - 所沢駅東口行
    - 西所沢駅入口・学校新道経由
    - 西武園駅・吾妻公民館経由

  - 航空公園駅行
    - 吾妻公民館・所沢駅西口経由
    - 椿峰ニュータウン・西所沢駅入口経由

## 隣の駅
西武鉄道
 狭山線
■急行・■快速・■準急・■各駅停車（急行と快速は野球開催時のみ運転） 
西所沢駅 (SI18) - 下山口駅 (SI40) - 西武球場前駅 (SI41)
かつては準急・通勤準急以外の優等列車は当駅を通過していたが、現行ダイヤ（2017年3月25日改正）においては、西武ドームにおけるプロ野球公式試合開催時に運行される臨時特急「ドーム」を除く全列車が当駅に停車する。
1980年代後半ごろまで、プロ野球公式戦開催時に設定される臨時の所沢行(一部西所沢行)と新宿線直通の上石神井行(時期によっては田無行)の各駅停車は当駅を通過しており、当該の列車には「下山口通過」のプラカードが正面に掲げられていた他、西武球場前駅の発車案内表示器の種別も通常の「各停」ではなく「普通(下山口通過)」の表示とされ、当駅を通過する事が見分けられるようになっていた。通過していた理由は不明である。